# جی یون نام
جی یون نام (انگلیسی: Ji Yun-nam؛ زادهٔ ۲۰ نوامبر ۱۹۷۶) یک بازیکن فوتبال اهل کره شمالی است.